# Anne d'Auvergne
Anne de La Tour d'Auvergne (après 1495 - 1524), comtesse d'Auvergne (à partir de 1501), dame de La Tour, de Saint-Saturnin, de Montrodon, est la fille de Jean IV d'Auvergne et de Jeanne de Bourbon-Vendôme . Par sa sœur Madeleine de La Tour d'Auvergne, elle est la tante de Catherine de Médicis, à qui elle lègue le comté d'Auvergne à sa mort.
Elle épouse le 8 juillet 1505 son cousin John Stuart, duc d'Albany, régent et héritier par intermittence du royaume d'Ecosse .
Anne meurt en 1524 dans son château de Saint-Saturnin .